# A Fővárosi Állat- és Növénykert Mérgesháza
A Mérgesház, eredeti nevén Zebraistáló, későbbi nevén  Új Kenguruház, egy időben Éjszakai Állatok Háza a budapesti Fővárosi Állat- és Növénykert egyik ismert épülete.

## Története, jellemzői
Az épület legrégebb falait 1912-ben építették Kós Károly és Zrumeczky Dezső tervei szerint. Ekkor még e épület zebraistállóként funkcionált, majd az 1930-as évektől a kenguruk vehették birtokukba. A második világégésben súlyosan megrongálódott, s ezt követően csak a rendszerváltás idején sikerült megújítani. Az épületet Beöthy Mária tervei alapján alakították ki, s 1991 májusában adták át a kenguruk és az éjszaka is aktív állatok bemutató-egységeként.
A kengurukat később a 2004-ben átadott Dombházba, illetve az egyik hozzá kapcsolódó kifutóba költöztették, az épületet pedig Mérgesházzá 2009 elején kezdték átalakítani, június 26-án adták át. Az épület földszintjén egy 20 m2-es, egy 25 m2-es, és egy 75 m2-es állattartó teret alakítottak ki; az emeleten 16 terráriumban mutatják be a legkülönfélébb mérgező hüllőfajokat: itt látható a gyémánt csörgőkígyó, a puffogó vipera, a zöld mamba. Itt találhatók az állatkerti és természeti ritkaságként bemutatott babirussza és a komodói varánusz is.

## Képtár

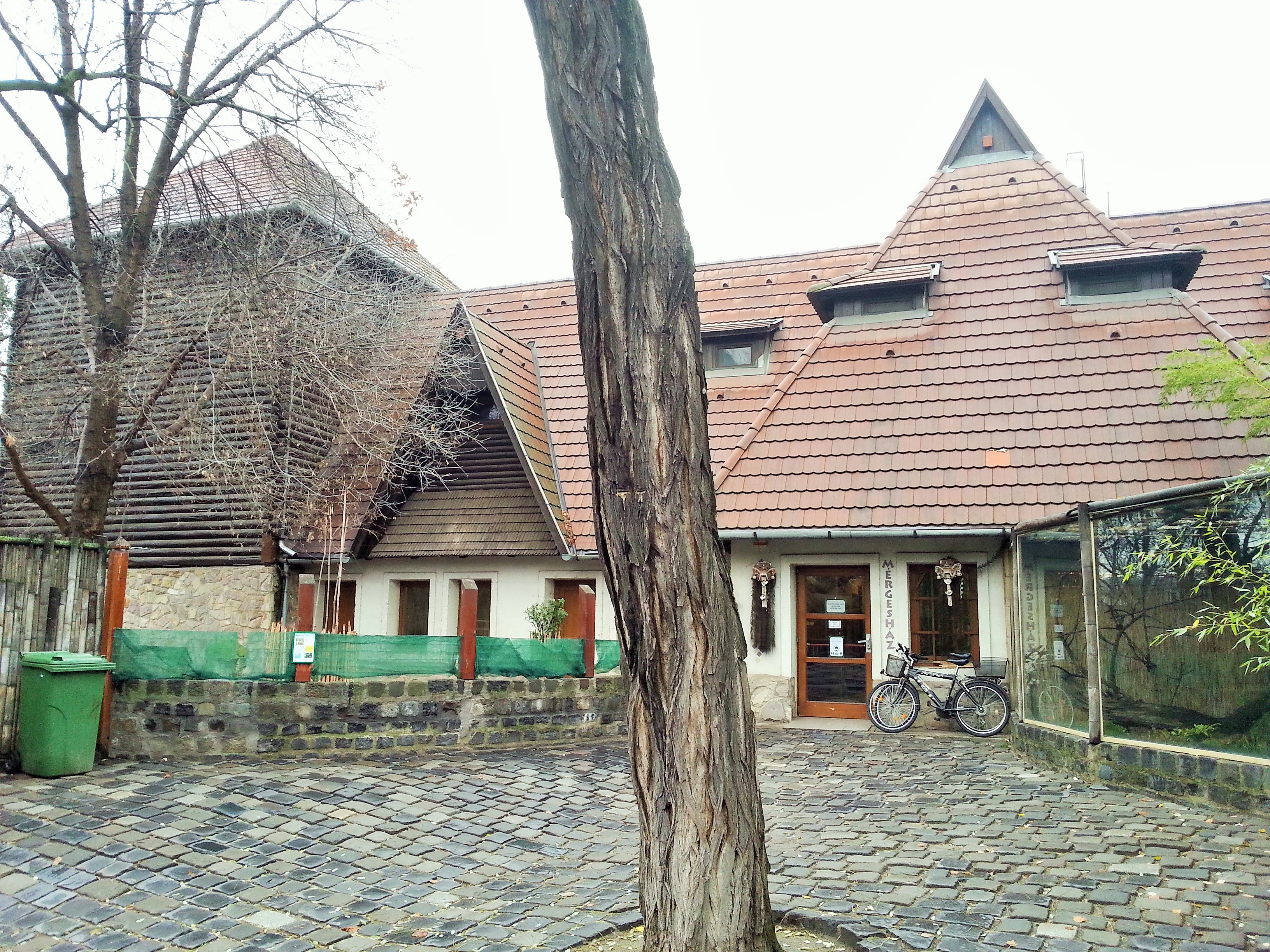
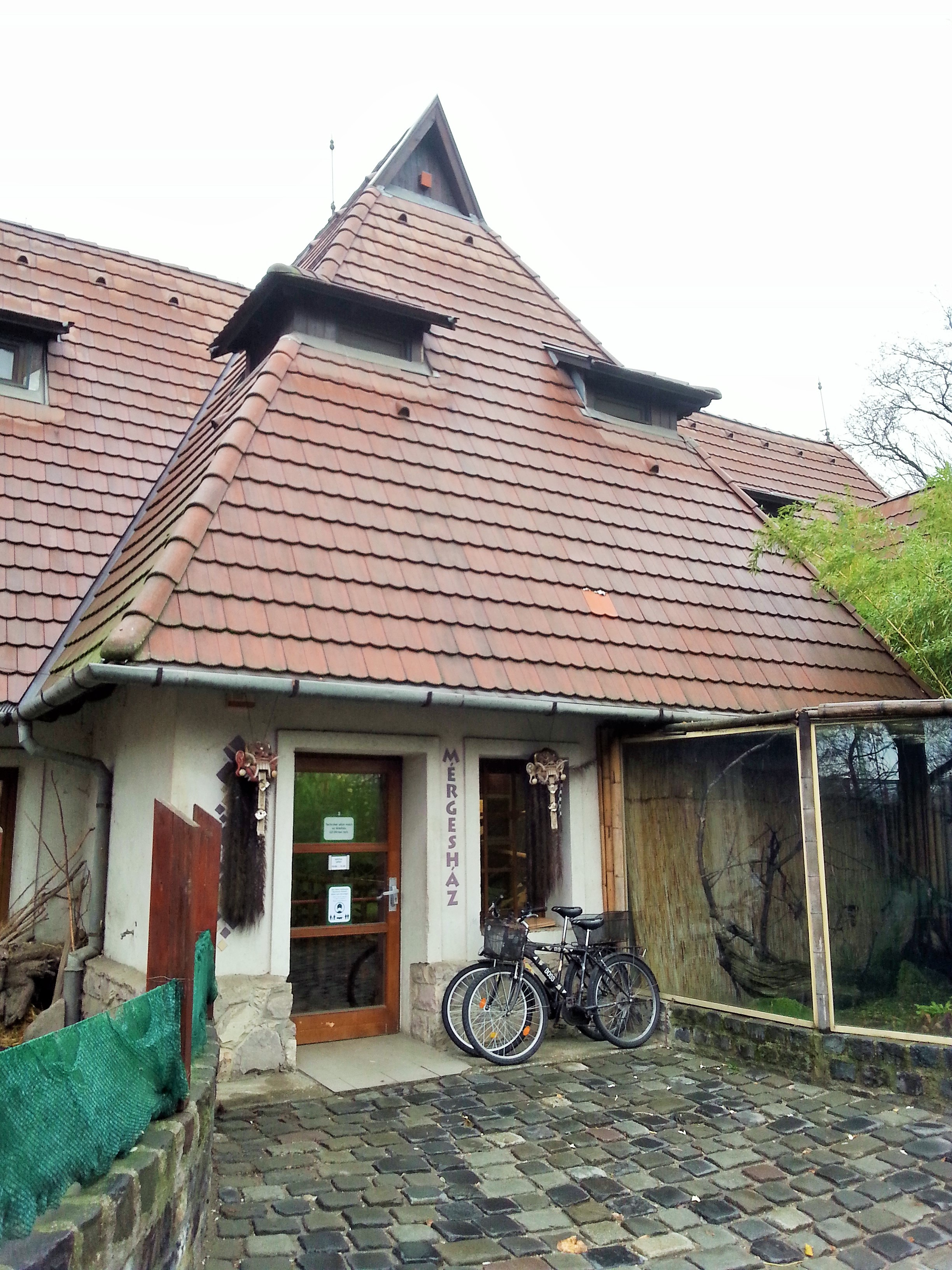
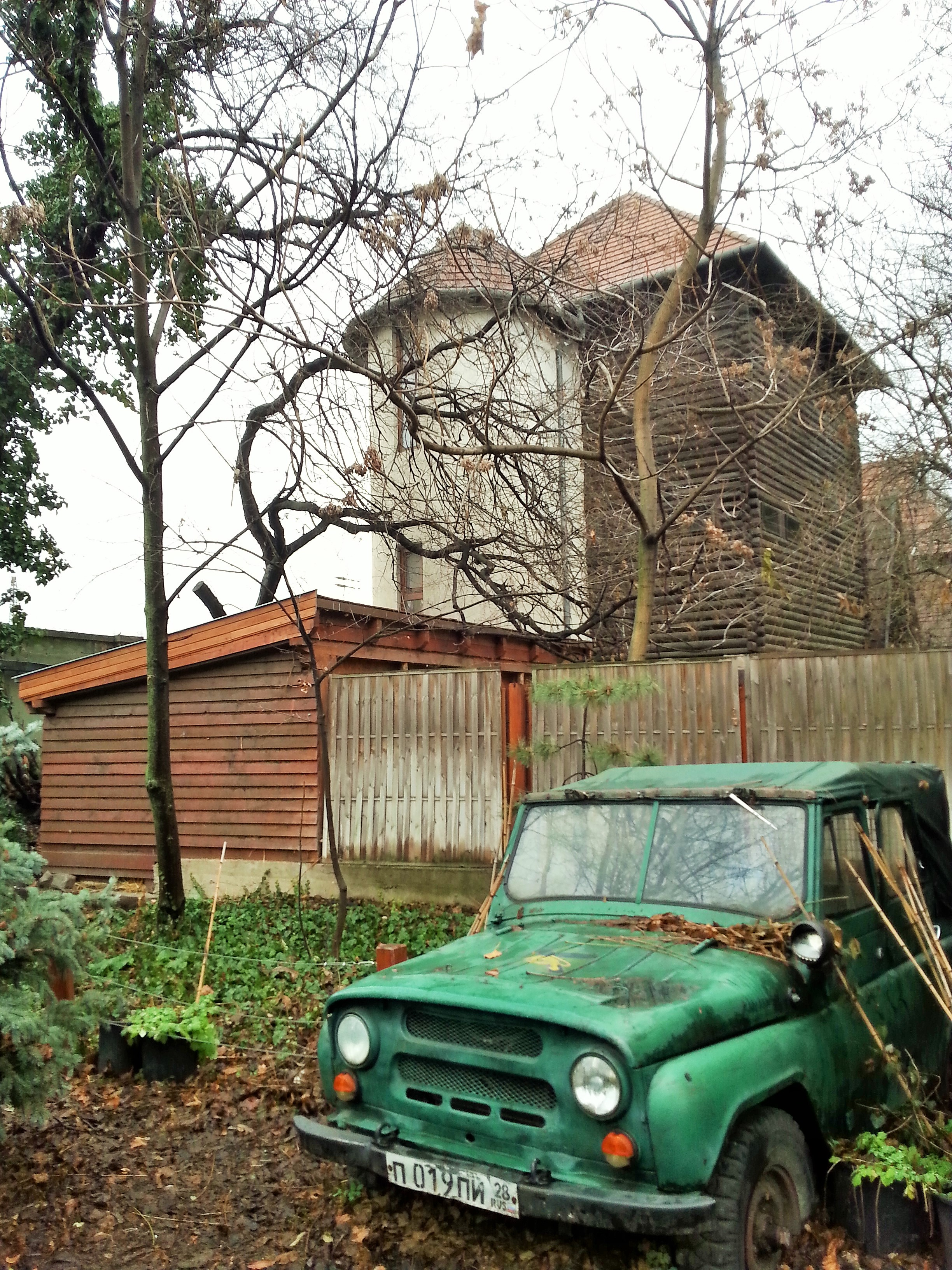
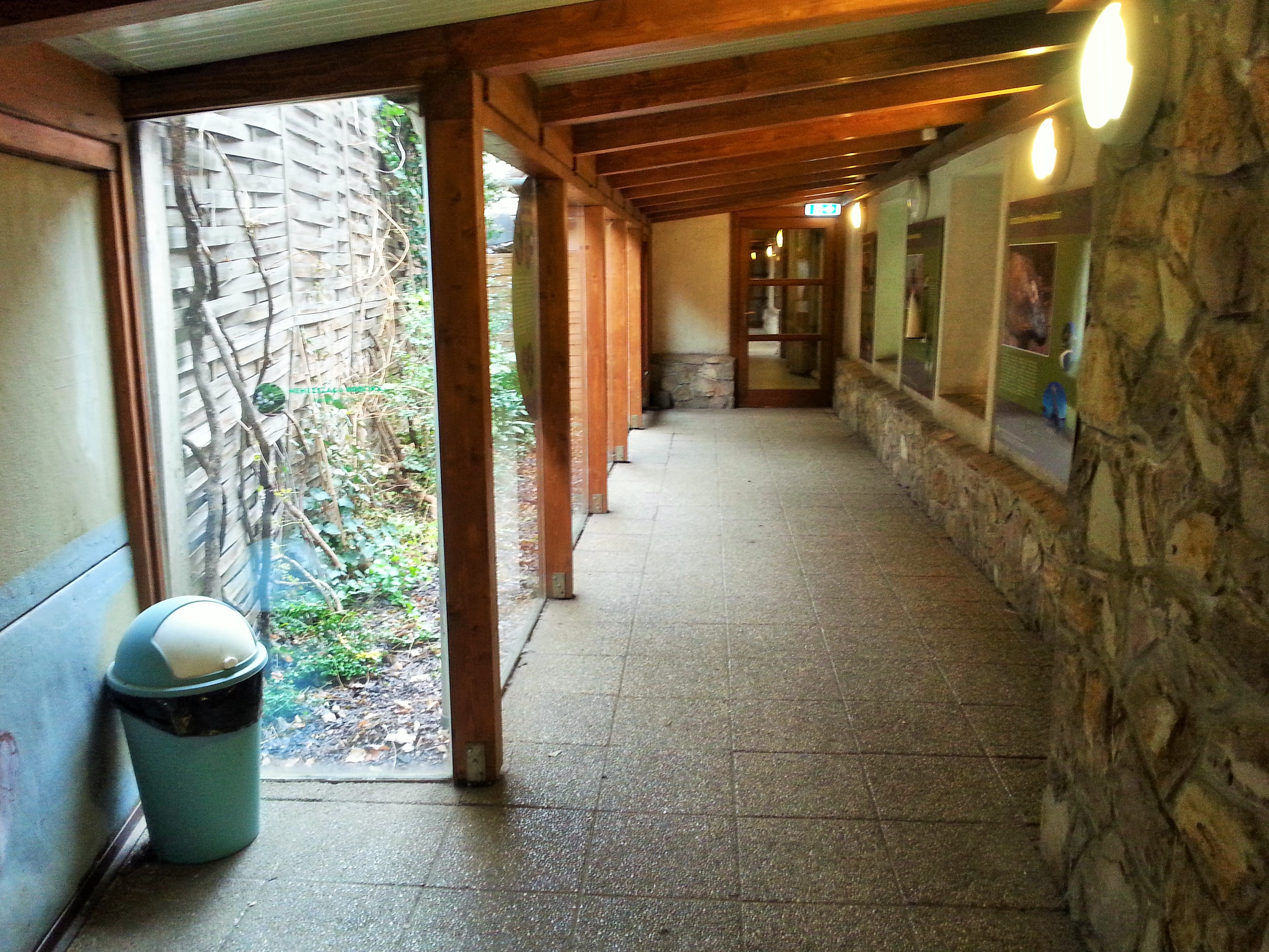
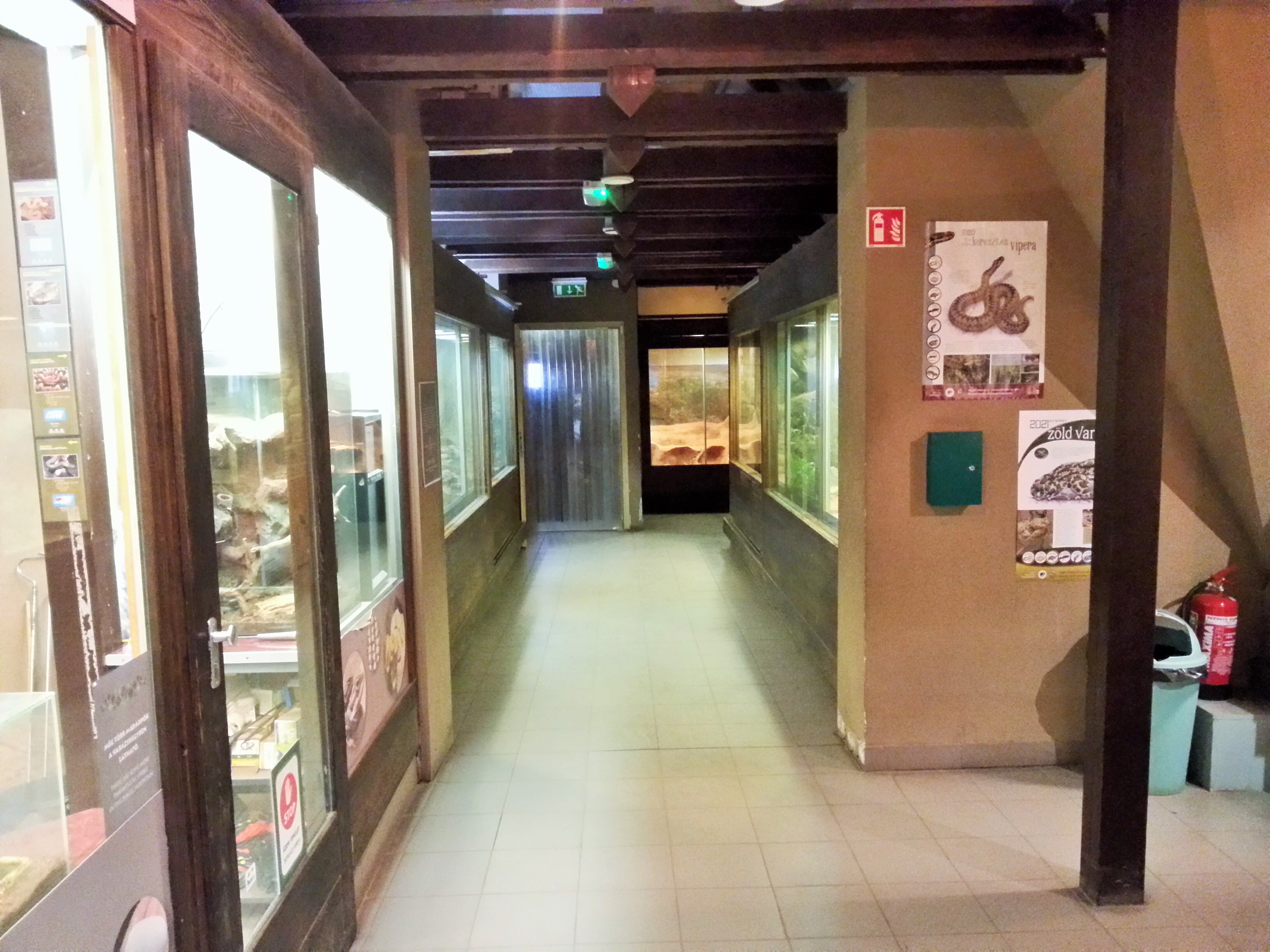
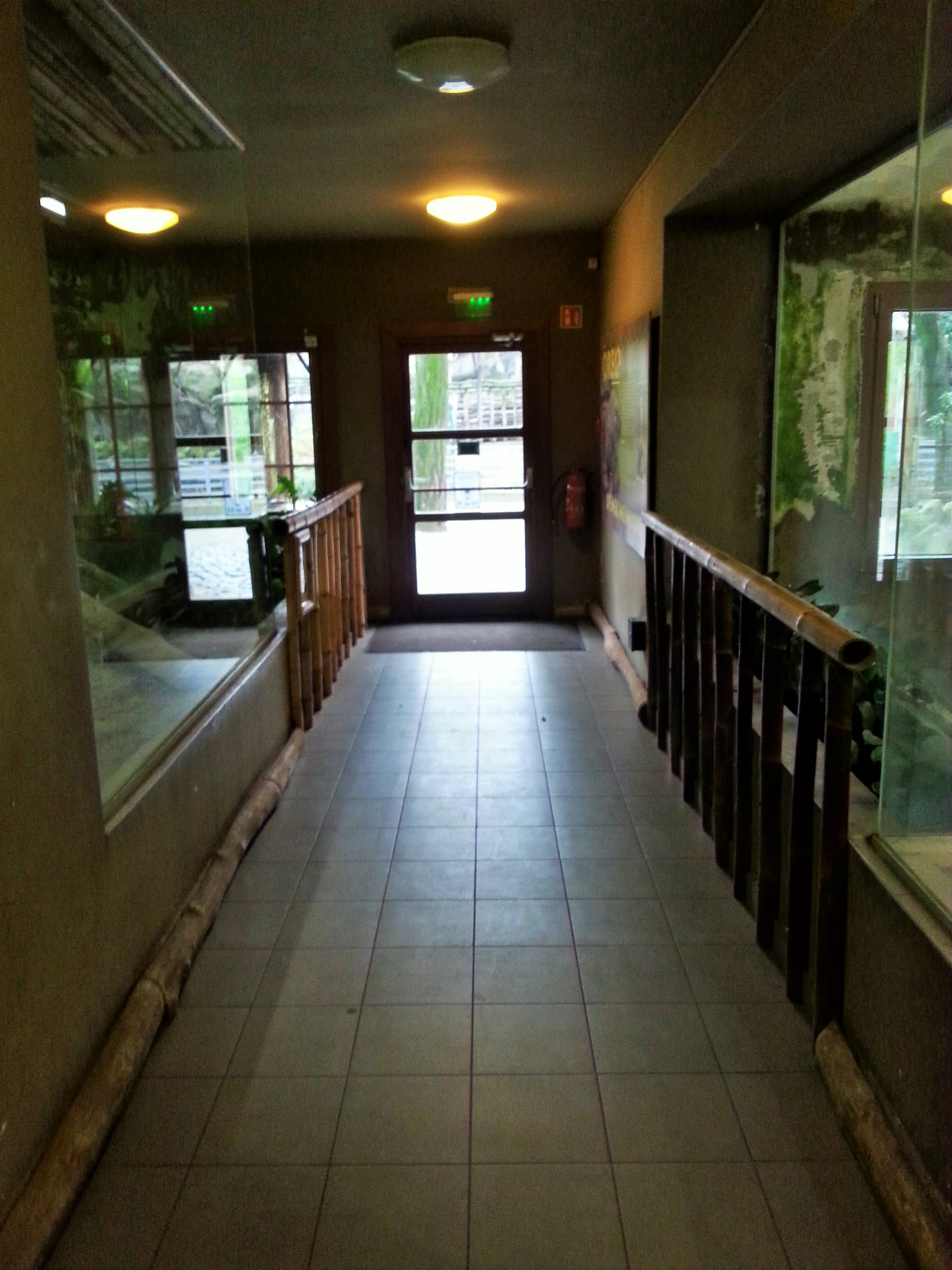
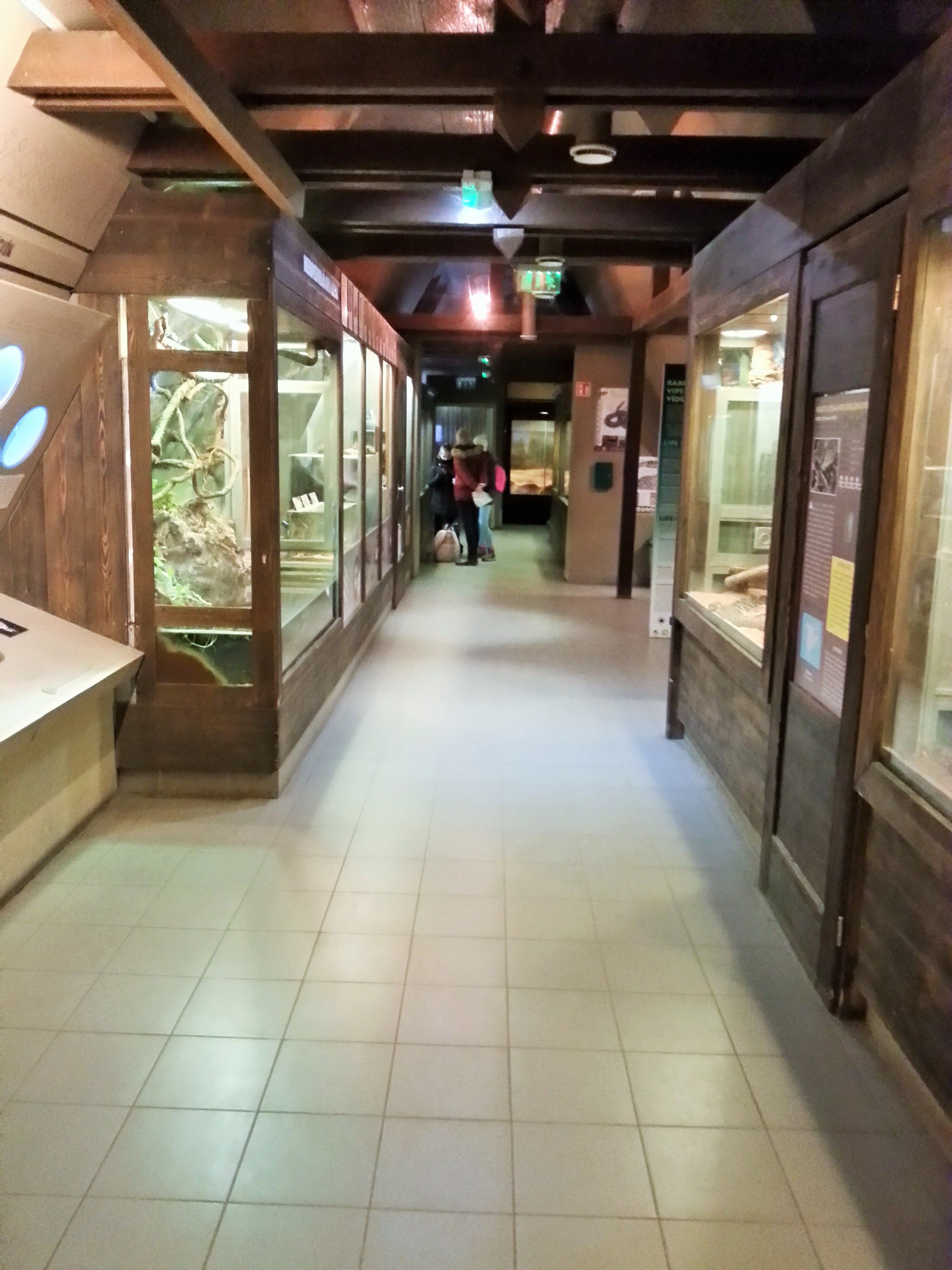
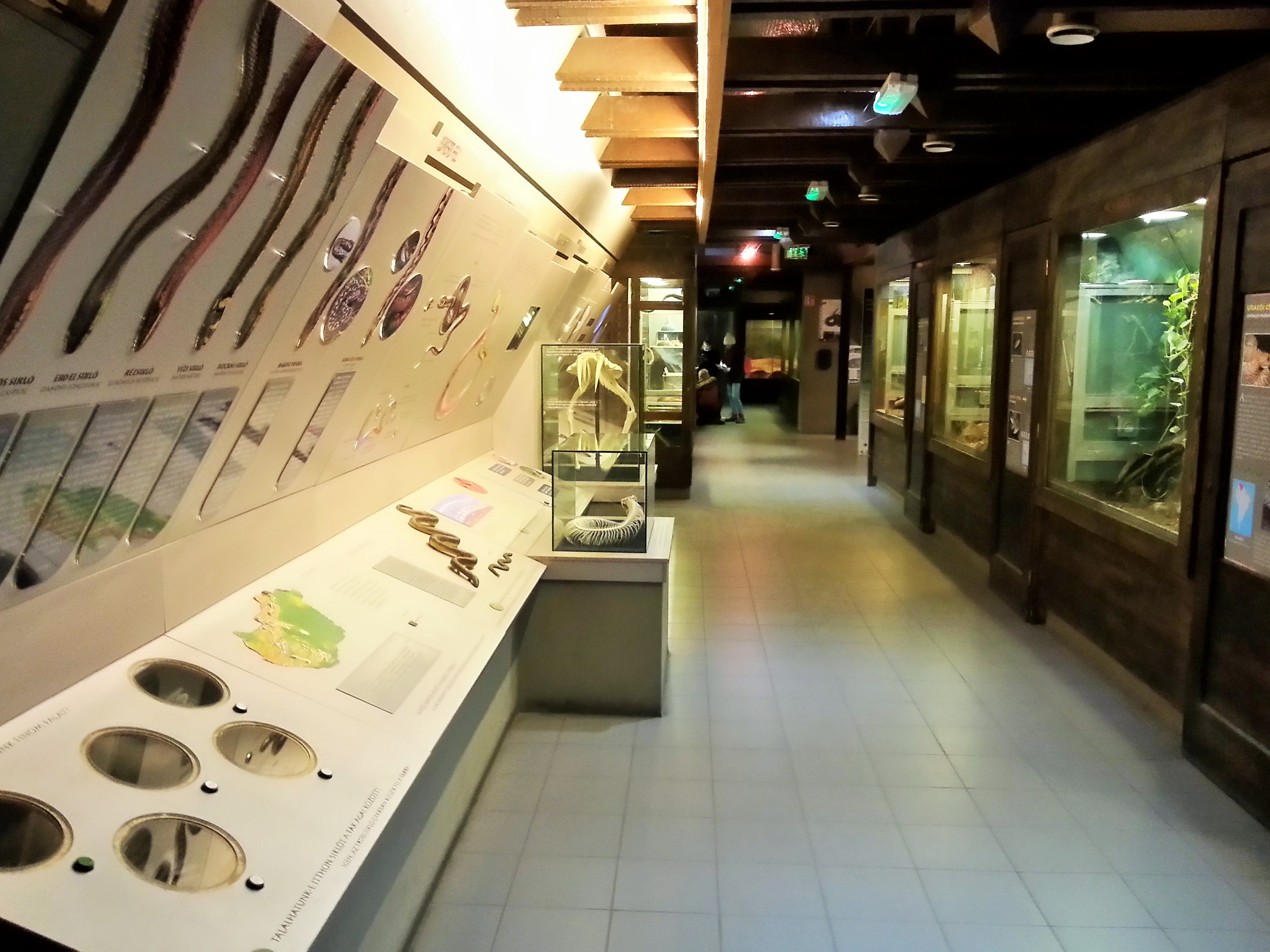